# Wiener Stadthalle
Die Wiener Stadthalle im 15. Wiener Gemeindebezirk Rudolfsheim-Fünfhaus ist das größte Veranstaltungszentrum Österreichs. In ihrer Rechtsform ist die Wiener Stadthalle ein Tochterunternehmen der Wien Holding. Der Veranstaltungskomplex umfasst insgesamt sechs Veranstaltungsstätten und ein angeschlossenes Schwimmbad: zwei Sporthallen, eine Eishalle, eine kleine und eine große Mehrzweckhalle und eine Halle mit Showbühne. Die Hallen A, B und C sowie das Stadthallenbad werden von der Wiener Sportstätten Betriebsgesellschaft m.b.H. verwaltet.

## Veranstaltungen in der Wiener Stadthalle
Die Wiener Stadthalle ist die bedeutendste Veranstaltungsarena Österreichs. In der großen Halle standen zahlreiche bekannte Bands und Musiker von Britney Spears über Lenny Kravitz bis hin zu ZZ Top zumindest einmal auf ihrer Bühne. Es wurden und werden große Shows gezeigt wie die Wiener Eisrevue (1958–1973), Holiday on Ice, die Pferde-Show Apassionata und die Zirkusshow Artisten-Tiere-Attraktionen (1959–1995) Zahlreiche Sportveranstaltungen finden hier statt wie die jährlich abgehaltenen Erste Bank Open 500, das traditionsreiche, bis 2009 ausgetragene, Stadthallenfußballturnier oder das Wiener Pferdefest. Für die Kurzbahneuropameisterschaften 2004 wurde ein Becken mit 1025 m³ in die Halle gebaut.
Auch in den kleineren Hallen finden Konzerte und Sportveranstaltungen statt. Insgesamt war die Wiener Stadthalle Austragungsort von rund 80 Europa- und Weltmeisterschaften. In allen Hallen finden auch Ausstellungen, Messen und Tagungen statt. Mit der neuen Halle F steht ein spezieller Ort für Konzerte, Musical-Produktionen, Theater-Aufführungen, Galas – wie beispielsweise den Nestroy-Theaterpreis – und Firmenveranstaltungen zur Verfügung.
Von 18. bis 23. Mai 2015 war die Wiener Stadthalle Austragungsort des 60. Eurovision Song Contest. Im Juni 2015 wurde Conchita Wurst mit dem ersten Wiener Stadthallen Flügel ausgezeichnet. Gestaltet wurde die Plexiglas-Aluminium-Skulptur von Tomas Eller.
2020 entwickelte die Volkspartei Wien ein Konzept für eine Markthalle in der Halle D. Anfangs temporär zur Nutzung des Leerstandes aufgrund der COVID-19-Pandemie, stellt sich Klubobmann Markus Wölbitsch den Markt als Dauereinrichtung ab 2026 vor, wenn die Großveranstaltungen nach St. Marx übersiedelt sind. Die Wien Holding zeigte sich dem Vorschlag nicht abgeneigt, eine konkrete Umsetzung wird derzeit aber nicht erarbeitet.

## Gebäude

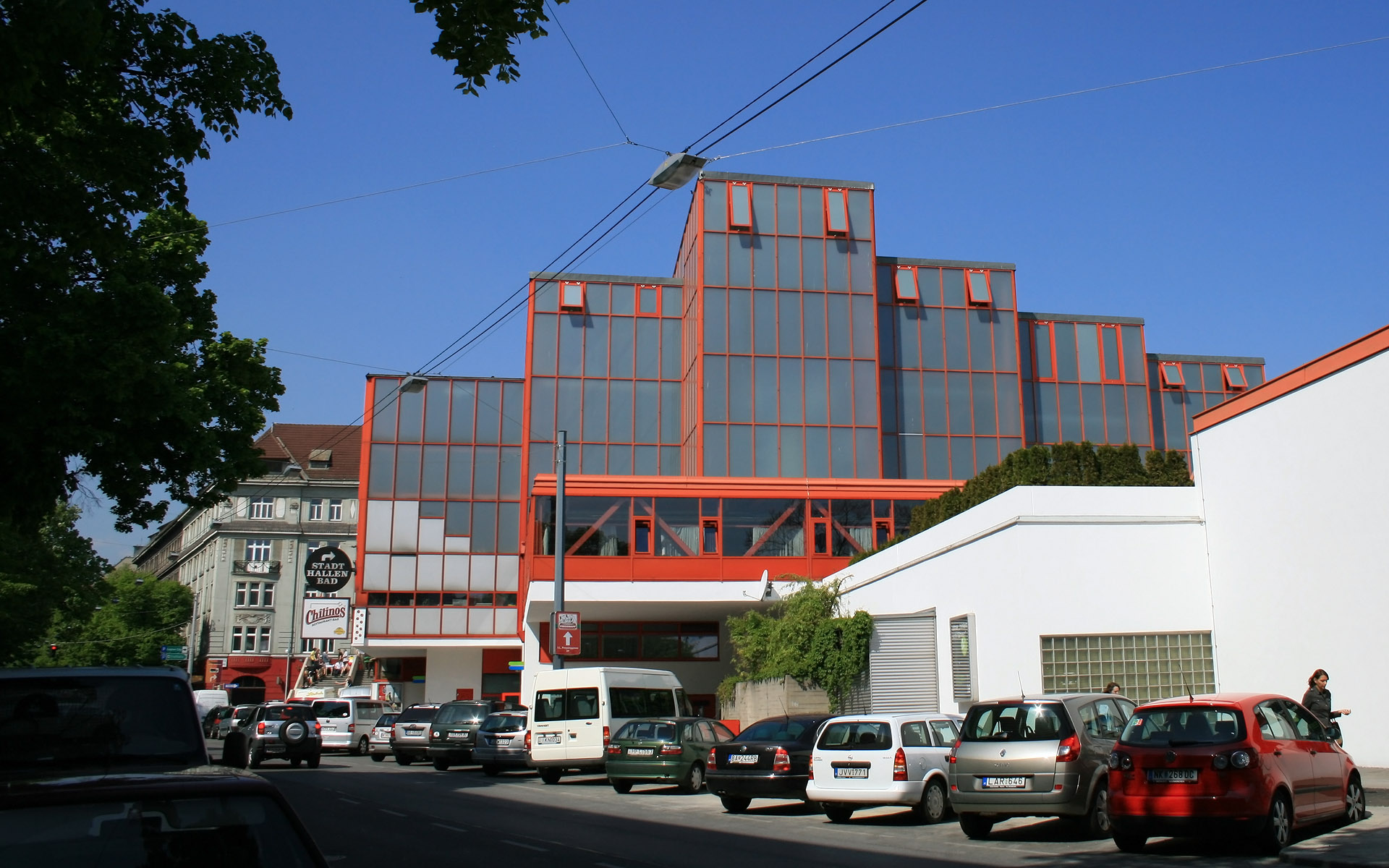
Blick zum Stadthallenbad (2008)

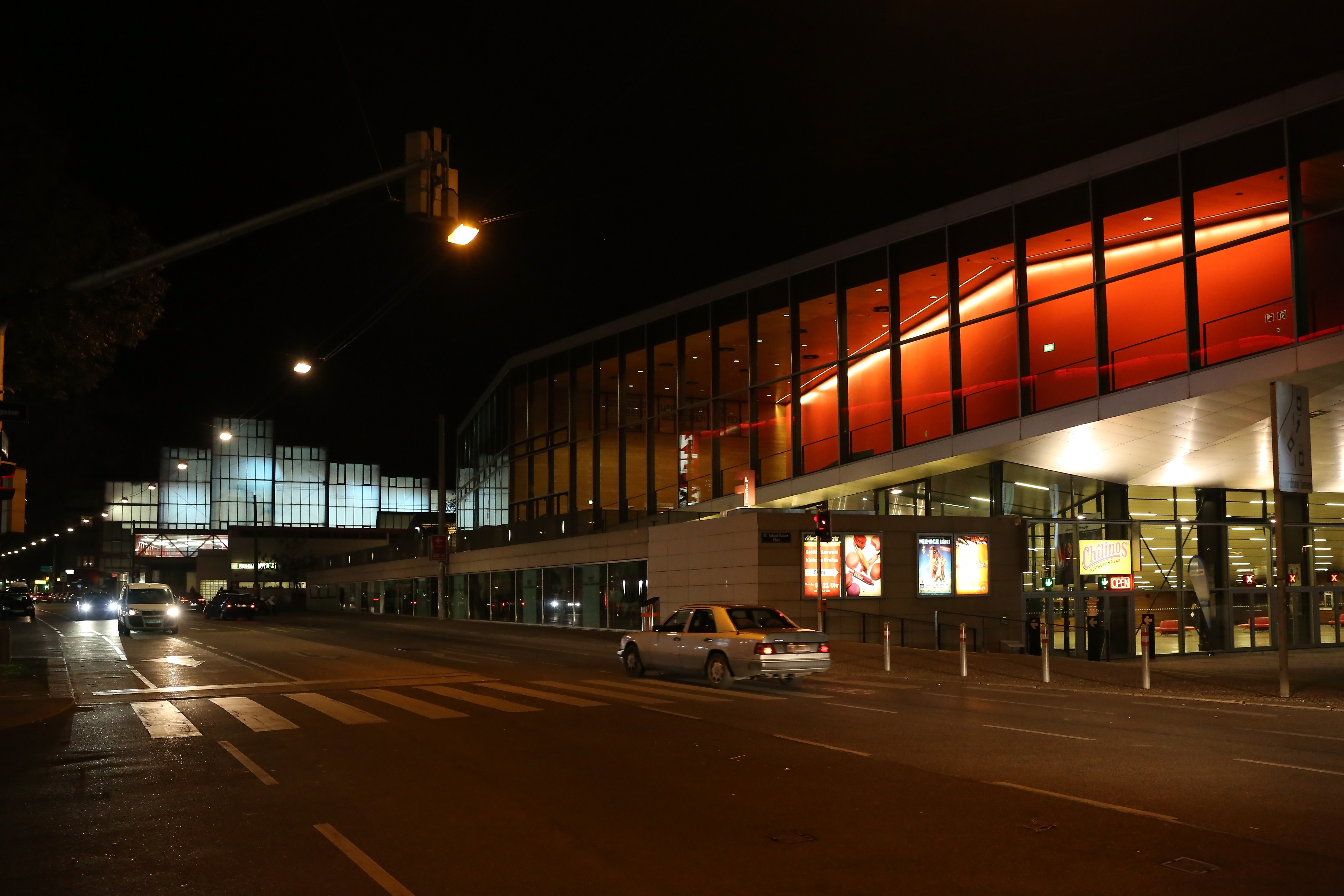
Halle F, dahinter das Stadthallenbad (2013)

Neben den Hallen gibt es ein Wohn- und Werkstättengebäude mit Garage, ein Verwaltungsgebäude mit Restaurationsbetrieb sowie die Maschinenräume und Trafostation. Die Hallen A, B, C, D, E und F haben untereinander für das Publikum nutzbare direkte Anbindungen.
Unter dem Märzpark in der Hütteldorfer Straße existiert seit 2006 eine Tiefgarage der Stadt Wien mit 750 Plätzen (Märzparkgarage). Bei Veranstaltungen in der Halle D sind zusätzlich 704 Stellplätze in der von der Lugner-City betriebenen Stadthallengarage (Moeringgasse/Vogelweidplatz) verfügbar. Daneben existieren Garagen in der Lugner City und beim Westbahnhof. Um die Stadthalle gilt eine Kurzparkzone bis 22:00 Uhr.

### Halle A
Halle A wurde 1957 als Gymnastikhalle fertiggestellt. Sie ist 18 m × 36 m groß und 7,6 m hoch und auch für Kongresse oder Vorträge verwendbar. Im Keller befinden sich Rudertrainingsräume mit einem Ruderbecken.

### Halle B
Halle B wurde 1957 als Ballsporthalle fertiggestellt. Sie ist 30 m × 60 m groß und 11,8 m hoch und auch für Kongresse oder Vorträge verwendbar. Im Untergeschoß befinden sich Sportkegelbahnen und Garderoben. Die Halle B verfügt über längsseitige Tribünen mit einem Fassungsvermögen von 390 Personen, die Tribünen können an den Stirnseiten um 650 Personen erweitert werden.

### Halle C
Halle C wurde 1958 als Eishalle fertiggestellt. Sie ist 30 m × 60 m groß und 7,3 m hoch. Auch bei ihr war angedacht sie multifunktional, etwa als Kinosaal, zu verwenden. Neben Trainingsmöglichkeiten für Eishockey und Eiskunstlauf gibt es Publikumsbetrieb mit Kindergarten- und Schaueislaufen. Betrieben wird sie vom Verein Die EisStadthalle.

### Halle D

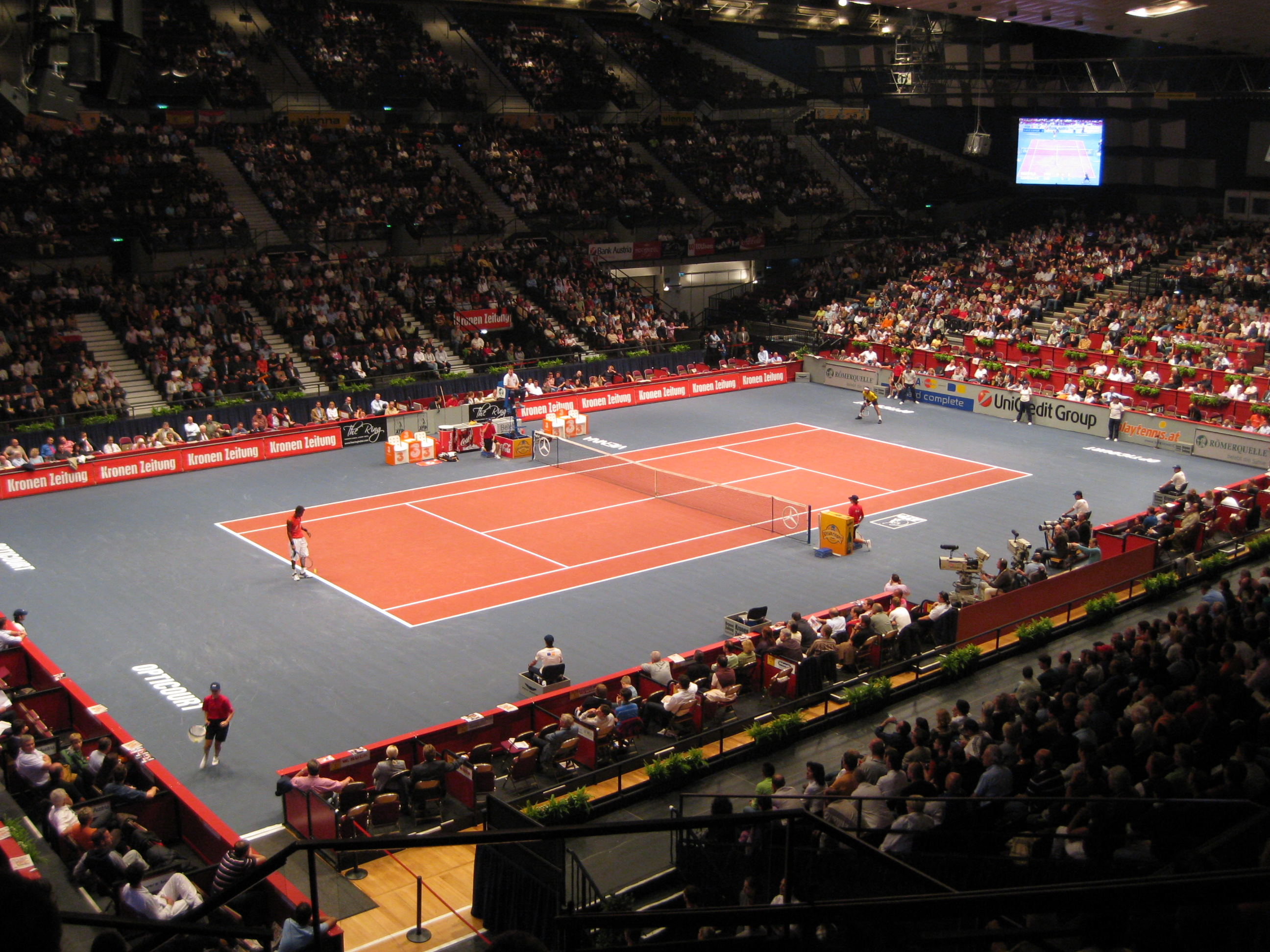
Halle D (BA-TennisTrophy 2008)

Die große Mehrzweckhalle wurde 1958 fertiggestellt und ist Österreichs größte Veranstaltungshalle. Sie hat ein Ausmaß von 98 m × 110 m und eine Firsthöhe von 26,6 m. Die nutzbare Parkettfläche beträgt 98 × 55,2 m bei einer Höhe von 15,4 m. Sie hat ein Fassungsvermögen bis 16.152 Personen und kann je nach Verwendungszweck variabel gestaltet werden. Dazu gibt es spezielle Vorhangsysteme und die ebenerdigen Tribünen an Nord- und Südseite können in mehreren Teilen vollkommen eingezogen werden. Darüber gibt es noch zwei Ränge und bei Bedarf kann im Parkett auf einer Seite eine Tribüne aufgebaut werden. Die Bühne kann bis zu 600 m² groß sein. Backstage gibt es zwei V.I.P.-Räume, Garderoben und Büros.
Die Halle D war der Austragungsort für den Eurovision Song Contest 2015 und bot für insgesamt 10.500 Zuschauer in der Halle Platz. Für den Contest wurden Sitzplätze sowie Stehplätze berücksichtigt. Auf der Ostseite wurde die Halle knapp geteilt, sodass parallel zur Bühne Kommentatorboxen und davor Greenrooms entstanden.

### Halle E
Die kleine Mehrzweckhalle wurde 1994 fertiggestellt und fasst maximal 1.482 Besucher. Sie ist 50 × 25 m groß und hat eine Höhe von 4,5 m. Sie wird vor allem für Ausstellungen, Messen und gesellschaftliche Empfänge bzw. Anlässe aller Art genutzt.

### Halle F

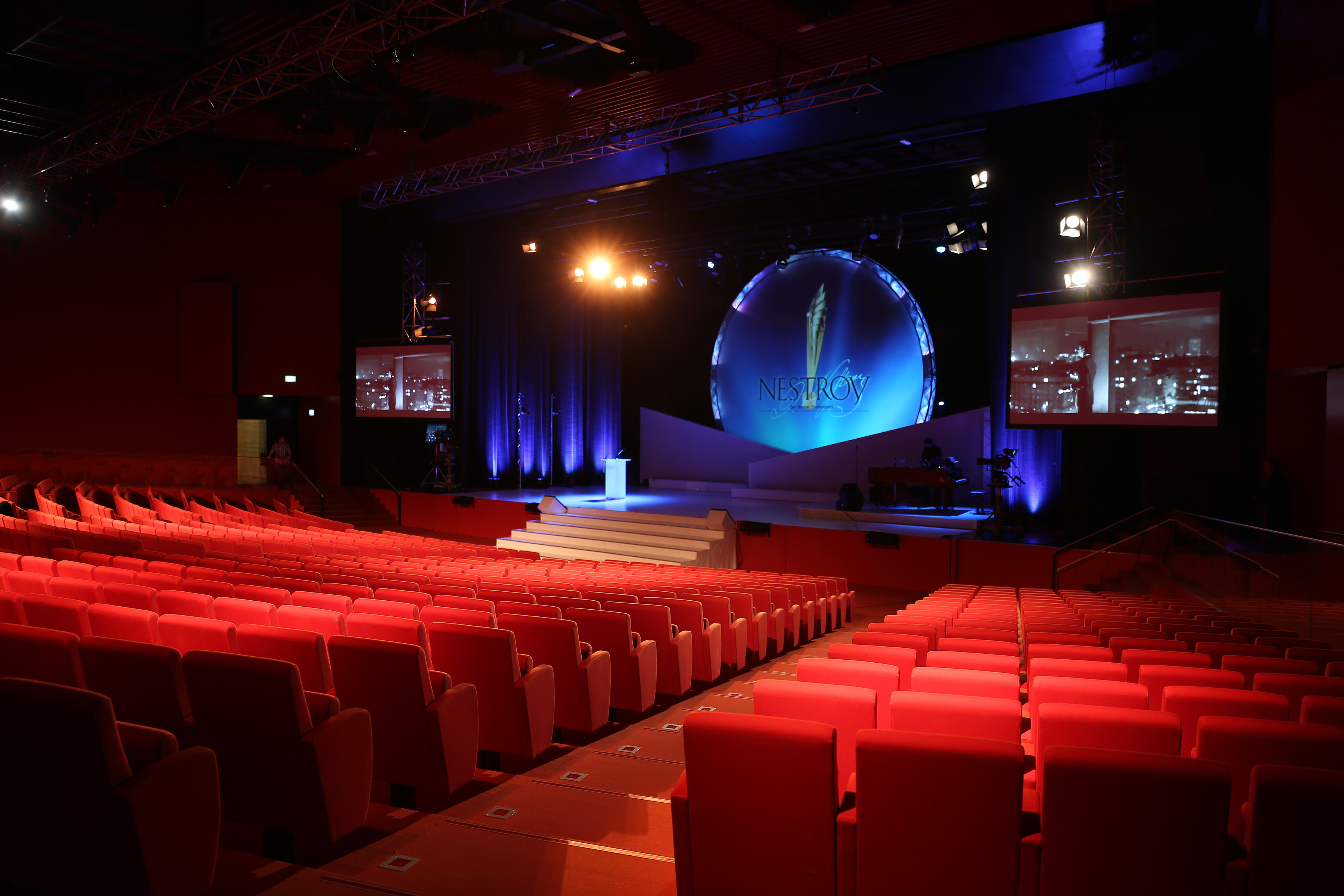
Halle F (Nestroy-Theaterpreis 2013)

Die als Showbühne konzipierte Halle wurde 2006 fertiggestellt und fasst maximal 2.036 Besucher auf gepolsterten Sitzplätzen. Sie ist 68,2 m × 73,4 m groß und 12,5 m hoch. Der Saal ist aufsteigend wie eine Arena angeordnet und hat einen integrierten Catwalk. Es gibt Eventtechnik vor Ort und die Elektroakustik ist an die Raumakustik angepasst. Für die Besucher gibt es ein großzügiges Foyer mit 1.300 m² und angeschlossener Gastronomie und zwei Pausenfoyers mit 400 m². Zusätzlich existiert ein Bankettsaal mit 300 m².

### Stadthallenbad

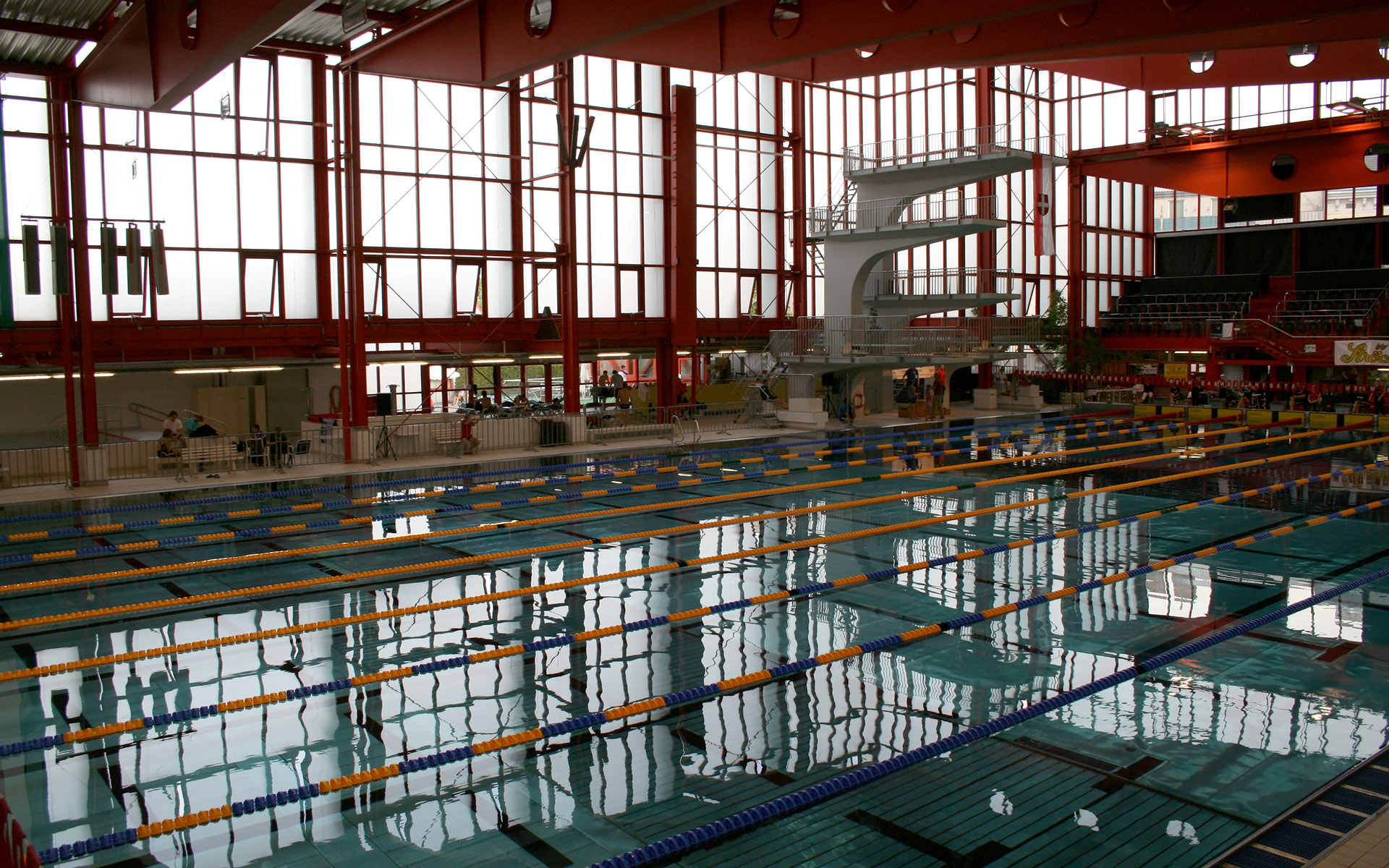
Großes Becken und Sprungturm (2008)

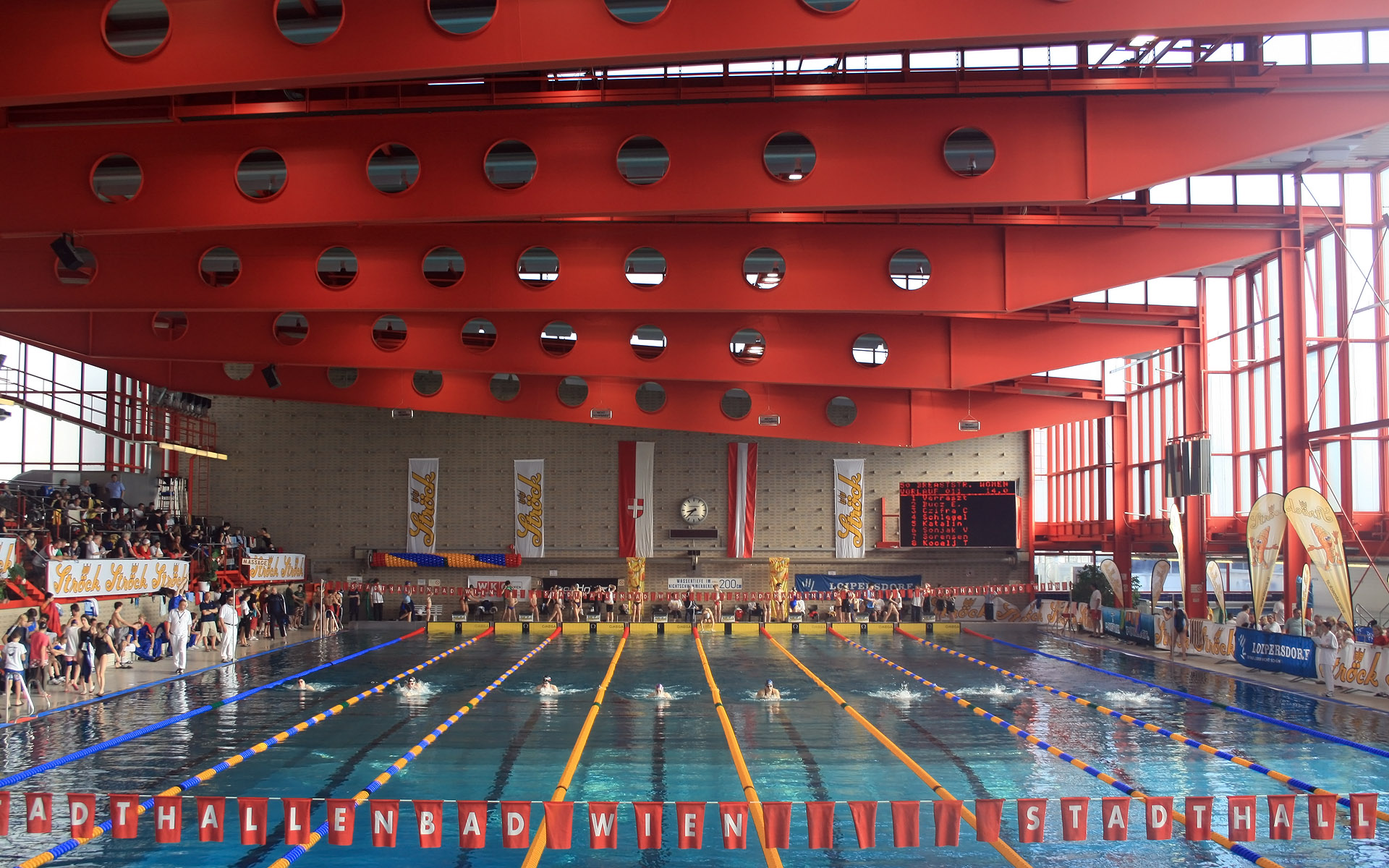
Wettkampf im großen Becken (2007)

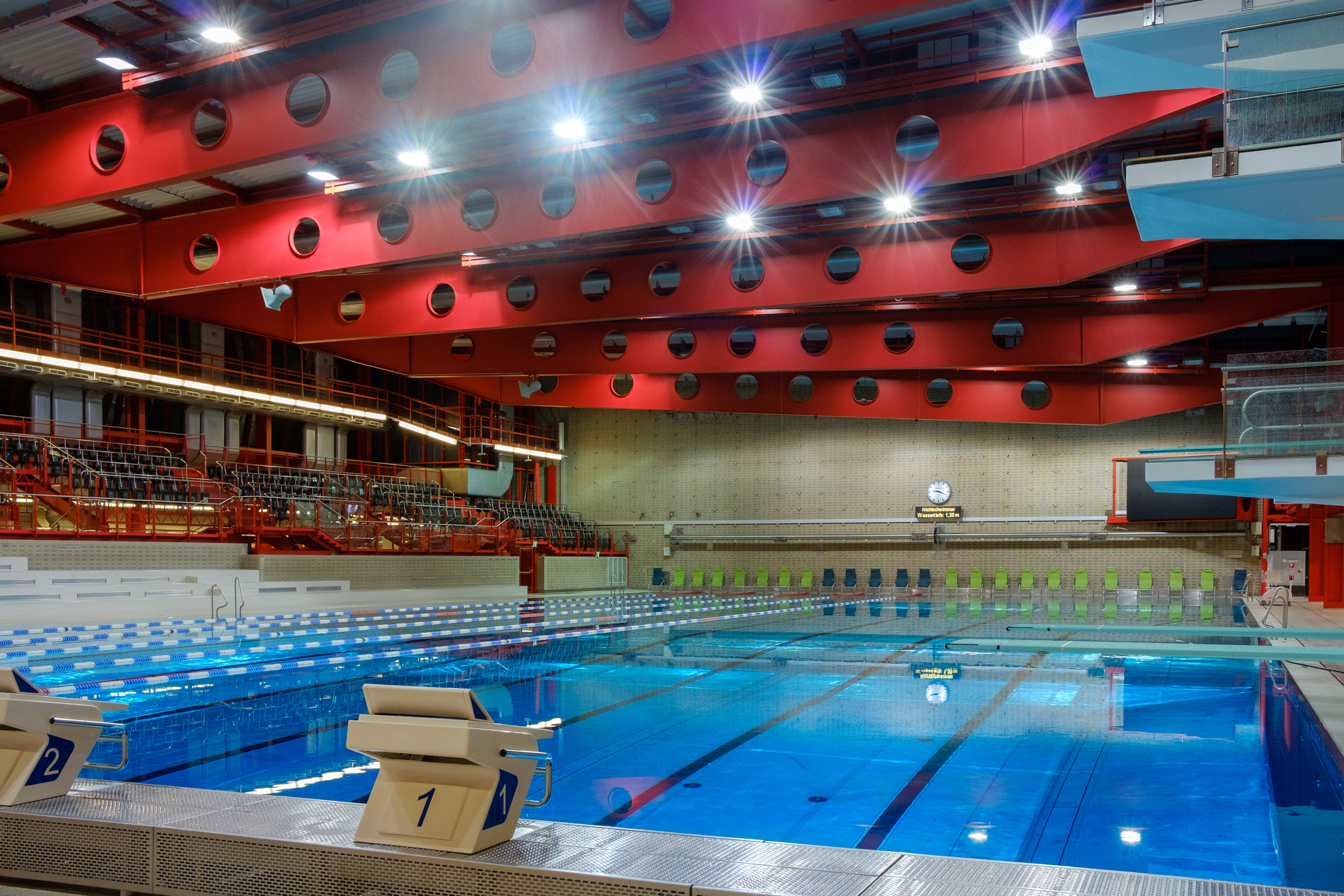
Das Wiener Stadthallenbad nach der umfassenden Renovierung (2015)

Im 1974 eröffneten Stadthallenbad gibt es drei Schwimmbecken:
- Großes Becken 50 m × 25 m, an einem Ende gibt es einen Sprungturm mit Plattformen in 1, 3, 5, 7 und 10 m Höhe und entsprechender Wassertiefe, am anderen Ende kann mit einem Hubboden die Eintauchtiefe variiert werden: abgesenkt für Wettkämpfe und im Normalbetrieb können Erwachsene dort gerade stehen. Stand Jänner 2014: 8 Bahnen, Eröffnung in einigen Monaten absehbar.
- Kinderbecken 15 m × 6 m
- Trainingsbecken 50 m × 10 m für Vereine und Schulen im Untergeschoß

Über die Länge des großen Beckens gibt es eine Zuschauertribüne für 800 Personen. Zusätzlich existiert eine Sauna, ein Restaurant und Kegelbahnen. Früher gab es in Richtung Halle F auch eine Freiluft-Wiesefläche, die etwa ein Stockwerk über dem Straßenniveau lag. Für Vereinsschwimmer wieder in Betrieb seit Ende September 2013: 5 Bahnen zwischen 4 Bodenlinien.
Eine Renovierung gab es im Jahre 1996. Seit Mai 2010 wurde die denkmalgeschützte Anlage wieder renoviert. Der eigentliche Wiedereröffnungstermin im Herbst 2011 konnte nicht eingehalten werden und im Dezember 2011 wurden gravierende Mängel bei den Arbeiten festgestellt. Alle drei Becken waren undicht, die Reinigungsanlage arbeitet nicht ordnungsgemäß, beim Hubboden riss eine Aufhängung aus, wodurch auch Wasser austrat, und einige kleinere Probleme traten auf. Nach einem Beweissicherungsverfahren sollte ein Gutachten der Sachverständigen im Dezember 2012 vorliegen und das Sanierungsbudget ist inzwischen fast verbraucht. Im September 2013 waren bereits die zwei kleineren Becken dicht, beim großen arbeiteten noch Profischweißer an den Nähten.
Ende September 2013 wurde als erstes Becken das Trainingsbecken nur für Vereinsschwimmer wieder eröffnet. Jänner 2014 wurde dann auch die Dichtheit der zwei anderen Becken erklärt, Arbeiten an der Bäderhygiene sollten noch bis März dauern, dann mussten noch Mängel an der Bodenverfliesung beseitigt werden. Die Eröffnung wurde – ohne Termin – in Aussicht gestellt. Der abgesetzte Generalplaner und der Betreiber Wien-Holding beklagten einander gerichtlich.
Am Nachmittag des 30. Juni 2014 wurde das Stadthallenbad auch für die Öffentlichkeit wieder geöffnet, wobei anfangs noch einige kleinere Bauarbeiten im Gang waren.
Die Wiener Landesmeisterschaften im Schwimmen 2019 wurden vom 30. Mai bis 2. Juni 2019 in der Wiener Stadthalle ausgetragen. Seit 2015 findet jährlich (mit Unterbrechung 2020 und 2021 aufgrund der COVID-19-Pandemie) das Vienna International Swim Meet im Stadthallenbad statt.

## Wiener Stadthalle
Die „Wiener Stadthalle Betriebs- und Veranstaltungsgesellschaft m.b.H.“ lukriert eine jährliche Wertschöpfung von rund 70 Millionen Euro. Über 300 Veranstaltungen pro Jahr werden von rund 1 Million Gästen aus dem In- und Ausland besucht.
Als Geschäftsführer der Wiener Stadthallen-Gruppe fungierten von 1999 bis 2012 der frühere IBM-Manager Gerhard Feltl sowie der frühere Musikverlagschef Peter Gruber. Von 1. Februar 2012 bis Oktober 2013 bestand das Führungsteam aus Sandra Hofmann, der ehemaligen Leiterin des Sportamts der Stadt Wien und Wolfgang Fischer, einem ehemaligen Mitarbeiter des ORF. Mit Oktober 2013 bis August 2018 folgte Kurt Gollowitzer als kaufmännischer Geschäftsführer an der Seite von Wolfgang Fischer. Nach dem Wechsel von Kurt Gollowitzer zur Wien-Holding als Geschäftsführer für die Bereiche Finanz- und Beteiligungscontrolling, Rechnungswesen, Corporate Communications und Projektmanagement sowie für die Unternehmen in den Geschäftsfeldern Kultur und Logistik, übernahm mit September 2018 Christian Raab die interimistische kaufmännische Geschäftsführung. Seit 1. Jänner 2019 leitet Wolfgang Fischer gemeinsam mit Carola Lindenbauer als kaufmännischer Geschäftsführerin die Wiener Stadthalle.
Am 6. April 2011 wurde eine Kooperation der Erste Bank mit der „Wiener Stadthalle Betriebs- und Veranstaltungsgesellschaft m.b.H.“ bekannt. Zur Umsetzung des umfassenden Sponsoring- und Kooperationsvertrages wurde die gemeinsame „Erste Bank Wiener Stadthalle Marketing GmbH“ für den Geschäftsbereich Ticketing und Marketing gegründet, an der die Erste Bank Oesterreich 60 Prozent und die Stadthallenbetriebsgesellschaft 40 Prozent halten. Die Kooperation muss durch die Bundeswettbewerbsbehörde genehmigt werden. Mit welchem Betrag sich die Erste Bank in diese Kooperation eingekauft hat, wird nicht bekannt gegeben. Der APA-Aussendung zufolge soll der Name der „Wiener Stadthalle“ auf den Sponsornamen „Erste Bank Wiener Stadthalle“ geändert werden. Bis Mai 2011 wurde zwar das Logo geändert – in die Bildmarke wurde oberhalb der stilisierten Stadthalle das Erste-Bank-Logo eingefügt –, der Markenname „Wiener Stadthalle“ findet sich auf der Website jedoch unverändert.
(Stand: 2009) Früher wurden auch folgende Betriebe verwaltet:
- Ernst-Happel-Stadion
- Gerhard-Hanappi-Stadion
- Ferry-Dusika-Hallenstadion
- Stadthallenbad
- Stadionbad
- Albert-Schultz-Eishalle (bis 2008)
- Sportanlage Windtenstraße (bis 2008)
- Sportanlage Vorarlberger Allee (bis 2008)
- Mehrzweckhalle Mollardgasse (bis 2008)
- Sporthalle Fünfhaus (bis 2008)
- Szene Wien (1983[23] –2007)
- Kurhalle Oberlaa (1. Jänner 1995[24] –2006, 2007 im Zuge des Umbaus der Therme Oberlaa abgetragen[25])

## Geschichte

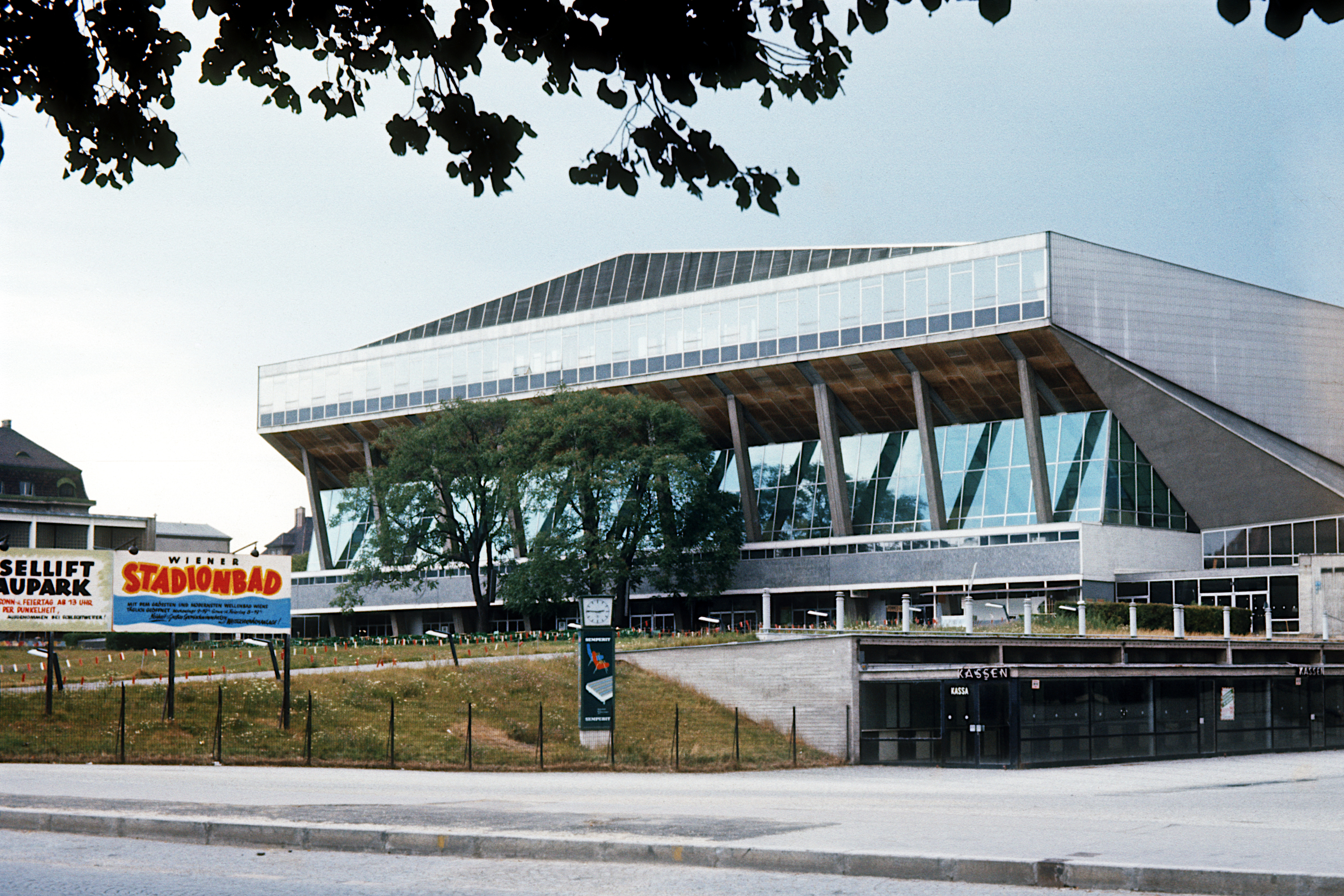
Ansicht von der Hütteldorfer Straße vor Errichtung späterer Zubauten (um 1972)

Auf dem Gebiet lag früher der Schmelzer Friedhof, welcher 1874 gesperrt und nach dem Ersten Weltkrieg aufgelassen wurde. Bis nach dem Zweiten Weltkrieg war an der Hütteldorfer Straße ein städtisches Museum projektiert. Das Historische Museum der Stadt Wien, heute Wien Museum wurde dann von 1954 bis 1959 am schon vorher vorgeschlagenen Karlsplatz errichtet.
Im Wiener Gemeinderat wurde im Juni 1952 der Entschluss zum Bau einer großen, multifunktionalen Veranstaltungshalle gefasst und im Oktober ein Architekturwettbewerb ausgeschrieben. Daran nahmen 16 internationale Planer und Planungsgemeinschaften teil. Bestgereiht waren Roland Rainer und Alvar Aalto (Finnland). Erbaut wurde sie schließlich vom österreichischen Architekten Roland Rainer. Die Grundsteinlegung erfolgte im Oktober 1953 und im März 1954 wurde mit dem Bau begonnen. Am 20. April 1956 wurde die Gleichenfeier abgehalten. Am 26. Juli 1957 fand die Gründungsversammlung der ursprünglichen „Wiener Stadthalle-Betriebsgesellschaft m.b.H.“ im Wiener Rathaus statt. Erster Geschäftsführer war der bisherige Generalsekretär des Wiener Eislaufvereins Adolf Eder. In den Hallen A und B wurde der Betrieb 1957 aufgenommen und mit einem internationalen Turnier zwischen sechs Radballmannschaften fand am 19. Oktober die erste öffentliche Veranstaltung statt. 1958 wurde eine nur 212 m lange, demontierbare Indoor-Radrennbahn mit der schnellen Bahnoberfläche Holz errichtet; als Referenzprojekt Nr. 48 der Architekten Schürmann.
Die Eishalle wurde mit 1. März 1958 in Betrieb genommen. Am 21. Juni 1958 wurde die Wiener Stadthalle schließlich durch Bundespräsident Adolf Schärf offiziell eröffnet.
Zur künstlerischen Ausgestaltung tragen unter anderem die Skulpturen von Wander Bertoni und Fritz Wotruba bei. In der VIP-Lounge befindet sich der von Herbert Boeckl entworfene Gobelin „Die Welt und der Mensch“, der im Jahr 1958 anlässlich der Weltausstellung in Brüssel präsentiert wurde. Der Bau beeindruckt vor allem durch das 100 m mal 100 m große Stahldach über der Haupthalle, welches in der Mitte abgesenkt ist und auf den Seiten der Neigung der Tribünen folgt. Vor einigen Jahren wurde dieser Umriss von der Londoner Grafikagentur Pentagram auch zum Firmenlogo der Stadthalle gemacht.
In den Jahren 1972 bis 1974 wurde aus Anlass der Schwimmeuropameisterschaften 1974 zusätzlich das Stadthallenbad, ebenfalls nach Plänen von Roland Rainer, errichtet. Im Jahre 1994 kam die kleine Mehrzweckhalle E hinzu, wobei auch das Foyer der Haupthalle neu gestaltet wurde.
Von 2003 bis 2006 wurde die von dem Vorarlberger Architekturbüro Dietrich Untertrifaller Architekten geplante Halle F errichtet. Ausgestattet mit Showbühne und modernster Eventtechnik, sowie mit dem neuen Gastronomie- und Infotainmentbereich, wurde sie zu Jahresbeginn 2006 eröffnet. Im Zuge dieser Erweiterung der Stadthalle Wien wurde auch der Kassenbereich umgebaut, der Märzpark und der Vogelweidplatz gartenarchitektonisch neu gestaltet, sowie unter dem Märzpark eine Tiefgarage mit 750 Stellplätzen errichtet und damit die Gesamtkapazität der Garagenparkplätze auf 1.450 erhöht. Da ein Umbau, um den aktuellen technischen Anforderungen gerecht zu werden, aus Denkmalschutz- und Platzgründen nur schwer möglich wäre, soll es in der Stadthalle ab 2024 keine Großkonzerte und internationale Sportveranstaltungen mehr geben. Deshalb wird in Erwägung wird gezogen, in Zukunft die Halle den Breitensport zur Verfügung zu stellen. Im Jänner 2019 wurde bekannt gegeben, dass als Ersatz die Wien Holding-Arena auf dem Gelände des ehemaligen Schlachthof Sankt Marx erbaut werden soll; der Baubeginn soll 2021 erfolgen.

### Die Wiener Stadthalle als Filmproduktionsgesellschaft
Im Jahr 1961 gründete die Stadt Wien die „Wiener Stadthalle Betriebs- und Produktionsgesellschaft“. Diese sollte die österreichische Filmproduktion ankurbeln. Karl Spiehs, der bei den folgenden Filmen als Herstellungsleiter fungierte, resümierte rückblickend: „Die Stadthalle bot mir unglaubliche Chancen.“
Der Musikkomödie Unsere tollen Tanten (1961) folgten noch zahlreiche weitere Produktionen und Koproduktionen dieser Art wie Tanze mit mir in den Morgen (1962), Unsere tollen Nichten (1963), Die ganze Welt ist himmelblau (1964), Unsere tollen Tanten in der Südsee (1964), Happy-End am Attersee (1964) und Die große Kür (1964). Hochrangig besetzt war der 1965 erschienene Agentenfilm Schüsse im 3/4 Takt.
Mit Ruf der Wälder entstand 1965 eine Literaturverfilmung und Das große Liebesspiel nach einem Drehbuch Herbert Reineckers verstand sich als moderne Version von Schnitzlers Reigen, war aber de facto eine Sammlung von Skandalgeschichten in Illustrierten-Manier. Mit den beiden 1964 uraufgeführten Western Der letzte Ritt nach Santa Cruz und Heiß weht der Wind versuchte man an die erfolgreichen Karl-May-Filme anzuschließen.
Nachdem bis auf wenige Produktionen die meisten Filme der Wiener Stadthalle nur geringen Erfolg hatten, erfolgte im Jahr 1966 die letzte Produktion: Der Kongreß amüsiert sich. Insgesamt ließ sich die Stadt Wien die etwa 25 Produktionen rund 100 Millionen Schilling kosten (rund 7,3 Millionen Euro, ohne Berücksichtigung der Inflation). Trotz des bescheidenen Erfolgs der Filme sowohl bei Publikum als auch bei Kritikern nahm die Stadt Wien im Gegensatz zum Bund die Aufgabe, den österreichischen Film anzukurbeln, zumindest wahr – wenn auch bei der Umsetzung auf künstlerisch anspruchsvolle Produktionen verzichtet wurde. Der damalige Aufsichtsratsvorsitzende Glaserer resümierte in einem Interview mit der Zeitschrift Filmkunst (Nr. 47, S. 15): „Wenn wir mit den ‚Tollen Tanten‘ nicht solchen Erfolg gehabt hätten, dann wäre das ganze Geld nicht in den Eimer gegangen.“

### Filmografie
- 1961: … und du mein Schatz bleibst hier
- 1961: Unsere tollen Tanten
- 1962: Drei Liebesbriefe aus Tirol
- 1962: Tanze mit mir in den Morgen
- 1963: Sing, aber spiel nicht mit mir
- 1963: Die lustigen Vagabunden (Das haben die Mädchen gern)
- 1963: Unsere tollen Nichten
- 1963: Mit besten Empfehlungen
- 1963: Die schwarze Kobra
- 1963: Ist Geraldine ein Engel?
- 1963: Im singenden Rößl am Königssee
- 1963: Das große Liebesspiel
- 1964: Rote Lippen soll man küssen (Die ganze Welt ist himmelblau)
- 1964: Unsere tollen Tanten in der Südsee
- 1964: Der letzte Ritt nach Santa Cruz
- 1964: Frühstück mit dem Tod
- 1964: Das hab ich von Papa gelernt
- 1964: Jetzt dreht die Welt sich nur um dich
- 1964: Die große Kür
- 1964: Happy-End am Wörthersee (Happy-End am Attersee)
- 1964: Heiß weht der Wind
- 1965: DM-Killer
- 1965: Schüsse im 3/4 Takt
- 1965: Ruf der Wälder
- 1965: An der Donau, wenn der Wein blüht
- 1966: Der Kongreß amüsiert sich